# Матходжи
Матходжи (груз. მათხოჯი) — село в Грузии, на территории Хонийского муниципалитета края (мхаре) Имеретия.

## География
Село находится в западной части Грузии, на левом берегу реки Цхенисцкали, на расстоянии приблизительно 3 километров (по прямой) к северу от города Хони, административного центра муниципалитета. Абсолютная высота — 164 метра над уровнем моря.

## Население
По результатам официальной переписи населения 2014 года, в Матходжи проживало 1389 человек (687 мужчин и 702 женщины). В национальной структуре населения грузины составляли 99,9 %.
| Год  | Население, человек |
| ---- | ------------------ |
| 2002 | 1943               |
| 2014 | ↘ 1389             |